# Eulecanium pseudotessellatum
Eulecanium pseudotessellatum är en insektsart som först beskrevs av Robert Newstead 1917.  Eulecanium pseudotessellatum ingår i släktet Eulecanium och familjen skålsköldlöss. Inga underarter finns listade i Catalogue of Life.